# 위대한 영웅
《위대한 영웅》(영어: The Greatest American Hero)은 1981년부터 1983년까지 ABC TV에서 방영한 코미디 드라마 시리즈이다. 1981년 3월 18일 2시간 분량이 시험 방영 되었으며, 총 3기에 걸쳐 43편이 제작, 방영되었다. 스티븐 J. 커넬이 제작하였다.

## 개요
드라마는 외계인으로부터 수퍼맨 능력을 발휘할 수 있게 해 주는 붉은 옷을 받은 이후의 랄프의 연대기를 내용으로 한다. 랄프는 그 옷을 입기 싫어했기에 설명서를 잃어버렸고, 그래서 수퍼맨 옷의 힘을 시행착오를 걸쳐 터득해야 했고, 종종 우스운 결과를 초래했다.

## 출연진
교사 랄프 힝클리(1기에서는 '핸리') 역으로 윌리엄 캣, FBI 요원 빌 맥스웰 역으로 로버트 컬프, 변호사 팸 데이비슨 역으로 코니 셀레카가 배역을 맡았다.

## 대한민국에서의 방영
대한민국에서는 1982년 1월 9일부터 10월 16일까지 매주 토요일 17시에 문화방송(MBC)에서 《날으는 슈퍼맨 위대한 영웅》이라는 제목으로 방영되었다.
그리고 SBS 서울방송에서 1995년 3월 방영 바뀌고 이동 하고 ~ 1995년 9월 까지 방영되었다.